# Campeonato Descentralizado 2012
El Campeonato Descentralizado  2012, por razones de patrocinio como Copa Movistar 2012, fue la edición número 96 de la Primera División del Perú, la cuadragésimo séptima desde que se descentraliza en 1966, la cuadragésimo séptima  bajo la denominación de Campeonato Descentralizado y la segunda bajo el patrocinio de Movistar.
Se otorgaron tres cupos para la Copa Libertadores 2013 y cuatro para la Copa Sudamericana 2013. El día viernes 2 de marzo, la Universidad San Martín, debido a la huelga de futbolistas, anunció su retiro definitivo del fútbol profesional y del torneo local, para después confirmarlo. Sin embargo, el día 14 de marzo del 2012, después de una asamblea, el club regresó al fútbol profesional con 12 votos a favor y 2 en contra.

## Sistema de competición
El campeonato se llevó a cabo en tres etapas: en la primera, los equipos jugaron en la modalidad de todos contra todos (fase regular); en la segunda etapa, lo hicieron a través de dos series, mientras que en la tercera los ganadores de cada serie disputaron el título nacional.
Luego de terminar las 30 fechas de la primera etapa, el equipo que finalizó en primer lugar —Sporting Cristal— clasificó a la Copa Libertadores 2013 como Perú 3; además, los equipos fueron separados en dos grupos de 8 de acuerdo a un sorteo. En esta segunda etapa de grupos, cada equipo empezó con los puntos que hizo en la primera etapa. Los equipos que finalizaron en el primer lugar de cada grupo —Sporting Cristal y Real Garcilaso— clasificaron a la fase de grupos de la Copa Libertadores 2013 y disputaron el Título Nacional en play-offs de ida y vuelta. El equipo que finalizó en el tercer lugar de la tabla acumulada —la Universidad César Vallejo— clasificó a la primera fase de la Copa Libertadores. Los cuatro equipos subsiguientes obtuvieron un cupo para la Copa Sudamericana 2013. Finalmente, los dos equipos con peor puntaje acumulado descendieron a Segunda División.

## Ascensos y descensos
Hubo 2 Descensos en la Temporada 2011 y 2 Ascensos (1 Campeón de Copa Perú y 1 Campeón de Segunda División) en esta Temporada.
Por lo que se Mantienen los mismos 16 equipos para este 2012.
| Posición                      | Ascendidos de la Copa Perú y Segunda División 2011                          |
| ----------------------------- | --------------------------------------------------------------------------- |
| 1. 1º Final CP 2011           | Real Garcilaso (Copa Perú 2011 Final) Asciende                              |
| 2. 1º 2D 2011 1° Lig. Ascenso | José Gálvez FBC (Segunda División 2011 y Liguilla de Ascenso 2011) Asciende |

| Posición    | Descendidos a la Segunda División 2012 |
| ----------- | --- |
| 15° 1D 2011 | CNI de Iquitos (Segunda División 2012 pero por decisión propia optó la Copa Perú 2012 Región III de la Etapa Regional) (D)                           |
| 16° 1D 2011 | Alianza Atlético (Segunda División 2012 decidieron No Jugar en ningún Torneo, ya que esperaban la decisión del TAS y regresando en Primera 2015) (D) |

- El CNI de Iquitos descendió a Segunda División 2012 pero por problemas económicos, optó por jugar en la Copa Perú 2012 por decisión propia.
- El Alianza Atlético descendió a Segunda División 2012, Pero decidieron No Jugar en ningún Torneo, ya que esperaban la decisión del TAS a su favor regresando por Resolución en Primera 2015.

## Equipos participantes

### Datos de los clubes
| Club                      | Ciudad   | Entrenador           | Estadio                   | Aforo  | Césped     | Marca       |
| ------------------------- | -------- | -------------------- | ------------------------- | ------ | ---------- | ----------- |
| Alianza Lima              | Lima     | José Soto            | Alejandro Villanueva      | 35.000 | Natural    | Nike        |
| Cienciano                 | Cusco    | Raúl Arias           | Inca Garcilaso de la Vega | 42.056 | Natural    | Aries Sport |
| Cobresol                  | Moquegua | Octavio Vidales      | 25 de Noviembre           | 21.000 | Natural    | Loma's      |
| FBC Melgar                | Arequipa | Julio Alberto Zamora | Monumental de la UNSA     | 50.000 | Natural    | Marathon    |
| Inti Gas                  | Ayacucho | Edgar Ospina         | Ciudad de Cumaná          | 15.000 | Natural    | Walon       |
| José Gálvez               | Chimbote | Javier Arce          | Manuel Rivera Sánchez     | 25.000 | Artificial | Real        |
| Juan Aurich               | Chiclayo | Franco Navarro       | Elías Aguirre             | 23.000 | Artificial | Walon       |
| León de Huánuco           | Huánuco  | Teddy Cardama        | Heraclio Tapia            | 20.000 | Natural    | Walon       |
| Real Garcilaso            | Cusco    | Fredy García         | Inca Garcilaso de la Vega | 42.056 | Natural    | Walon       |
| Sport Boys                | Callao   | Jorge Espejo         | Miguel Grau               | 17.000 | Natural    | Triathlon   |
| Sport Huancayo            | Huancayo | Wilmar Valencia      | Huancayo                  | 18.000 | Natural    | Manchete    |
| Sporting Cristal          | Lima     | Roberto Mosquera     | Alberto Gallardo          | 15.000 | Natural    | Umbro       |
| Unión Comercio            | Rioja    | Mario Viera          | Carlos Vidaurre García    | 7.000  | Natural    | Real        |
| Universidad César Vallejo | Trujillo | Víctor Rivera        | Mansiche                  | 25.000 | Artificial | Walon       |
| Universidad San Martín    | Callao   | Ángel Cappa          | Alberto Gallardo          | 15.000 | Natural    | Umbro       |
| Universitario de Deportes | Lima     | Nolberto Solano      | Monumental                | 80.093 | Natural    | Umbro       |

### Cambios de entrenadores
| Jornada | Club                   | Entrenador saliente | Fecha de salida          | Posición | Reemplazado por |
| ------- | ---------------------- | ------------------- | ------------------------ | -------- | --------------- |
| 5.ª     | José Gálvez            | Wilmar Valencia     | 24 de marzo de 2012      | 5.º      | Javier Arce     |
| 8.ª     | Cienciano              | Carlos Jurado       | 17 de abril de 2012      | 10.º     | Raúl Arias      |
| 8.ª     | Sport Huancayo         | Miguel Company      | 18 de abril de 2012      | 6.º      | Wilmar Valencia |
| 9.ª     | Unión Comercio         | Julio César Uribe   | 22 de abril de 2012      | 10.º     | Mario Viera     |
| 10.ª    | Cobresol               | Teddy Cardama       | 30 de abril de 2012      | 16.º     | Javier Chirinos |
| 15.ª    | Universitario          | José del Solar      | 26 de mayo de 2012       | 14.º     | Nolberto Solano |
| 17.ª    | Universidad San Martín | Franco Navarro      | 24 de junio de 2012      | 10.º     | Ángel Cappa     |
| 19.ª    | Sport Boys             | Claudio Techera     | 1 de julio de 2012       | 15.º     | Julio Colina    |
| 22.ª    | Juan Aurich            | Diego Umaña         | 13 de julio de 2012      | 6.º      | Franco Navarro  |
| 27.ª    | Cobresol               | Javier Chirinos     | 30 de julio de 2012      | 16.º     | Germán Pinillos |
| 30.ª    | León de Huánuco        | Aníbal Ruiz         | 15 de agosto de 2012     | 9.º      | Jean Ferrari    |
| 33.ª    | Cobresol               | Germán Pinillos     | 13 de septiembre de 2012 | 16.º     | Octavio Vidales |
| 34.ª    | Sport Boys             | Julio Colina        | 18 de septiembre de 2012 | 15.º     | Jorge Espejo    |

## Primera etapa

### Tabla de posiciones
| #    | Equipo                    | PJ | G  | E  | P  | GF | GC | Dif | Pts |
| ---- | ------------------------- | -- | -- | -- | -- | -- | -- | --- | --- |
| 1.º  | Sporting Cristal          | 30 | 17 | 7  | 6  | 62 | 30 | +32 | 58  |
| 2.º  | Real Garcilaso            | 30 | 16 | 9  | 5  | 38 | 21 | +17 | 57  |
| 3.º  | Universidad César Vallejo | 30 | 16 | 7  | 7  | 44 | 27 | +17 | 55  |
| 4.º  | Inti Gas                  | 30 | 13 | 6  | 11 | 32 | 29 | +3  | 45  |
| 5.º  | Juan Aurich               | 30 | 13 | 6  | 11 | 37 | 39 | -2  | 45  |
| 6.º  | José Gálvez               | 30 | 12 | 9  | 9  | 30 | 34 | -4  | 45  |
| 7.º  | Universitario(2)          | 30 | 11 | 10 | 9  | 40 | 37 | +3  | 42  |
| 8.º  | FBC Melgar                | 30 | 11 | 8  | 11 | 35 | 34 | +1  | 41  |
| 9.º  | León de Huánuco           | 30 | 10 | 10 | 10 | 42 | 32 | +10 | 40  |
| 10.º | Sport Huancayo            | 30 | 11 | 7  | 12 | 34 | 37 | -3  | 40  |
| 11.º | Universidad San Martín    | 30 | 10 | 8  | 12 | 33 | 38 | -5  | 38  |
| 12.º | Unión Comercio            | 30 | 11 | 5  | 14 | 37 | 43 | -6  | 38  |
| 13.º | Alianza Lima(1)           | 30 | 9  | 11 | 10 | 31 | 36 | -5  | 34  |
| 14.º | Cienciano                 | 30 | 10 | 4  | 16 | 37 | 46 | -9  | 34  |
| 15.º | Sport Boys                | 30 | 5  | 11 | 14 | 25 | 40 | -15 | 26  |
| 16.º | Cobresol(3)               | 30 | 3  | 6  | 21 | 22 | 56 | -34 | 11  |

Fuente: ADFP
|  | Clasificado a la primera fase de la Copa Libertadores 2013 (tercer cupo). |

### Resultados
Las filas corresponden a los encuentros de local de cada uno de los equipos, mientras que las columnas corresponden a los encuentros de visitante. Según las filas, los resultados en color azul corresponden a victoria del equipo local, rojo a victoria visitante y blanco a empate.
|                  | AL  | CIE | COB | INT | JG  | AUR | LHU | MEL | RG  | SBA | SHU | SC  | UC  | UCV | USM  | U   |
| ---------------- | --- | --- | --- | --- | --- | --- | --- | --- | --- | --- | --- | --- | --- | --- | ---- | --- |
| Alianza Lima     |     | 2-1 | 2-2 | 1-1 | 0-0 | 0-3 | 2-2 | 0-0 | 2-0 | 2-1 | 3-1 | 1-1 | 3-2 | 2-0 | 1-1  | 1-0 |
| Cienciano        | 3-2 |     | 4-0 | 1-2 | 3-1 | 0-1 | 2-3 | 2-0 | 2-0 | 2-1 | 2-2 | 2-1 | 0-0 | 2-0 | 2-0  | 2-3 |
| Cobresol         | 1-0 | 0-2 |     | 1-2 | 1-1 | 2-2 | 1-1 | 0-2 | 1-1 | 0-1 | 0-2 | 1-0 | 0-3 | 0-2 | 1-2  | 1-1 |
| Inti Gas         | 3-0 | 1-0 | 2-1 |     | 1-0 | 2-0 | 1-0 | 2-1 | 2-2 | 4-1 | 0-0 | 2-1 | 0-0 | 0-2 | 2-1  | 1-0 |
| José Gálvez      | 0-2 | 2-0 | 2-1 | 1-0 |     | 3-1 | 1-0 | 0-0 | 2-2 | 1-1 | 1-0 | 0-2 | 2-1 | 0-1 | 1-1  | 1-1 |
| Juan Aurich      | 1-0 | 3-0 | 1-2 | 2-1 | 1-2 |     | 1-0 | 3-1 | 0-0 | 2-1 | 3-0 | 1-0 | 2-2 | 2-1 | 0-0  | 1-0 |
| León de Huánuco  | 0-0 | 4-1 | 3-0 | 1-0 | 0-0 | 3-2 |     | 1-1 | 2-2 | 2-0 | 1-0 | 2-3 | 7-1 | 1-1 | 2-2  | 0-0 |
| Melgar           | 3-0 | 3-0 | 2-1 | 1-0 | 2-1 | 1-1 | 1-0 |     | 0-0 | 1-1 | 1-0 | 1-2 | 3-0 | 0-2 | 3-0* | 3-1 |
| Real Garcilaso   | 2-1 | 1-0 | 2-0 | 1-0 | 3-0 | 1-0 | 1-0 | 2-0 |     | 1-1 | 2-0 | 3-0 | 1-0 | 1-0 | 3-0  | 2-1 |
| Sport Boys       | 0-1 | 1-1 | 1-0 | 0-0 | 0-1 | 0-1 | 0-0 | 1-1 | 0-0 |     | 2-0 | 0-5 | 0-1 | 3-0 | 0-1  | 1-1 |
| Sport Huancayo   | 3-1 | 2-0 | 3-0 | 2-2 | 0-1 | 1-0 | 2-1 | 1-0 | 0-2 | 1-2 |     | 1-1 | 2-1 | 2-0 | 2-1  | 1-1 |
| Sporting Cristal | 1-1 | 4-0 | 2-1 | 2-0 | 4-0 | 5-1 | 1-0 | 3-1 | 3-0 | 3-1 | 2-2 |     | 2-0 | 2-2 | 4-1  | 1-1 |
| Unión Comercio   | 0-0 | 2-0 | 2-1 | 1-0 | 0-3 | 3-0 | 2-3 | 3-2 | 0-1 | 2-1 | 2-0 | 1-1 |     | 0-1 | 2-0  | 2-3 |
| U. César Vallejo | 2-0 | 1-0 | 3-1 | 1-0 | 4-0 | 0-0 | 2-1 | 4-1 | 2-1 | 2-2 | 1-1 | 2-3 | 3-1 |     | 2-0  | 2-0 |
| U. San Martín    | 0-0 | 3-2 | 2-0 | 2-0 | 2-3 | 5-1 | 0-1 | 0-0 | 0-0 | 3-1 | 1-2 | 2-1 | 1-0 | 0-0 |      | 0-1 |
| Universitario    | 2-1 | 1-1 | 3-2 | 3-1 | 0-0 | 3-1 | 2-1 | 3-0 | 2-1 | 1-1 | 3-1 | 0-2 | 1-3 | 1-1 | 1-2  |     |

- (*) La Universidad San Martín no se presentó ante Melgar en Arequipa, por lo que el equipo local ganó 3-0 por walkover.

## Segunda etapa
El lunes 13 de agosto, al día siguiente de culminar la primera etapa, se realizó el sorteo de las liguillas. El sorteo se llevó a cabo tomando como referencia la ubicación de los equipos en la primera etapa: Sporting Cristal y Real Garcilaso, quienes acabaron en primer y segundo lugar en la primera etapa, respectivamente, fueron sorteados como cabezas de grupo. Posteriormente, el resto de equipos fueron sorteados por pares: el 3.º y el 4.º (uno iría a la liguilla A y el restante a la B), el 5.º y el 6.º, el 7.º y el 8.º, el 9.º y el 10.º, y así sucesivamente, de modo que lo único seguro antes del sorteo era que no habría enfrentamientos entre dichos equipos.

### Liguilla A
| #   | Equipo                 | PJ | G  | E  | P  | GF | GC | Dif | Pts |
| --- | ---------------------- | -- | -- | -- | -- | -- | -- | --- | --- |
| 1.º | Sporting Cristal       | 44 | 25 | 11 | 8  | 93 | 44 | +49 | 86  |
| 2.º | Sport Huancayo         | 44 | 18 | 9  | 17 | 52 | 51 | +1  | 63  |
| 3.º | Inti Gas               | 44 | 17 | 11 | 16 | 43 | 45 | -2  | 62  |
| 4.º | Universidad San Martín | 44 | 16 | 12 | 16 | 49 | 52 | -3  | 61  |
| 5.º | José Gálvez            | 44 | 17 | 10 | 17 | 48 | 54 | -6  | 61  |
| 6.º | Cienciano              | 44 | 16 | 9  | 19 | 58 | 59 | -1  | 57  |
| 7.º | Universitario(2)       | 44 | 15 | 13 | 16 | 52 | 58 | -6  | 57  |
| 8.º | Cobresol(3)            | 44 | 6  | 8  | 30 | 33 | 82 | -49 | 22  |

|                  | CIE | COB | INT | JG  | SHU | SC  | USM | U   |
| ---------------- | --- | --- | --- | --- | --- | --- | --- | --- |
| Cienciano        |     | 2-0 | 0-0 | 2-0 | 1-1 | 1-2 | 2-2 | 3-0 |
| Cobresol         | 1-2 |     | 0-0 | 1-0 | 4-0 | 0-2 | 1-2 | 3-0 |
| Inti Gas         | 0-1 | 2-0 |     | 2-1 | 1-3 | 1-1 | 1-0 | 1-0 |
| José Gálvez      | 0-3 | 4-0 | 3-1 |     | 1-0 | 3-1 | 1-2 | 4-0 |
| Sport Huancayo   | 2-0 | 1-1 | 2-1 | 2-0 |     | 3-1 | 0-1 | 3-0 |
| Sporting Cristal | 3-3 | 6-0 | 4-0 | 2-0 | 1-0 |     | 3-1 | 1-1 |
| Univ. San Martín | 1-0 | 1-0 | 1-1 | 1-1 | 2-0 | 1-1 |     | 0-1 |
| Universitario    | 1-1 | 4-0 | 0-0 | 3-0 | 0-1 | 0-3 | 2-1 |     |

|    | Clasificado a la tercera etapa y a la fase de grupos de la Copa Libertadores 2013.                                                |
| +1 | La Universidad San Martín obtuvo un punto de bonificación por haber obtenido el segundo puesto del Torneo de Promoción y Reserva. |

### Liguilla B
| #   | Equipo                    | PJ | G  | E  | P  | GF | GC | Dif | Pts |
| --- | ------------------------- | -- | -- | -- | -- | -- | -- | --- | --- |
| 1.º | Real Garcilaso            | 44 | 24 | 10 | 10 | 63 | 35 | +28 | 82  |
| 2.º | Universidad César Vallejo | 44 | 21 | 11 | 12 | 57 | 44 | +13 | 74  |
| 3.º | Juan Aurich               | 44 | 20 | 9  | 15 | 56 | 54 | +2  | 71  |
| 4.º | FBC Melgar                | 44 | 18 | 12 | 14 | 56 | 44 | +12 | 66  |
| 5.º | Unión Comercio            | 44 | 17 | 9  | 19 | 51 | 61 | -10 | 60  |
| 6.º | León de Huánuco           | 44 | 13 | 15 | 16 | 54 | 47 | +7  | 54  |
| 7.º | Alianza Lima(1)           | 44 | 14 | 15 | 15 | 50 | 51 | -1  | 53  |
| 8.º | Sport Boys(4)             | 44 | 6  | 16 | 22 | 36 | 70 | -34 | 32  |

|                     | AL  | AUR | LHU | MEL | RG  | SBA | UC  | UCV |
| ------------------- | --- | --- | --- | --- | --- | --- | --- | --- |
| Alianza Lima        |     | 2-1 | 1-2 | 0-0 | 2-0 | 4-0 | 1-1 | 2-2 |
| Juan Aurich         | 1-0 |     | 1-1 | 2-0 | 3-2 | 1-1 | 2-1 | 3-1 |
| León de Huánuco     | 1-2 | 0-0 |     | 1-1 | 0-2 | 3-0 | 0-0 | 2-0 |
| Melgar              | 2-0 | 1-0 | 2-0 |     | 1-0 | 5-1 | 3-0 | 4-0 |
| Real Garcilaso      | 3-0 | 3-1 | 2-1 | 3-0 |     | 3-0 | 3-0 | 1-1 |
| Sport Boys          | 0-4 | 1-2 | 1-1 | 1-1 | 3-1 |     | 1-1 | 1-1 |
| Unión Comercio      | 2-1 | 1-0 | 2-0 | 1-1 | 2-1 | 2-1 |     | 1-2 |
| Univ. César Vallejo | 0-0 | 1-2 | 1-0 | 1-0 | 0-1 | 1-0 | 2-0 |     |

|    | Clasificado a la tercera etapa y a la fase de grupos de la Copa Libertadores 2013.                            |
| +2 | Juan Aurich obtuvo dos puntos de bonificación por haber obtenido el título del Torneo de Promoción y Reserva. |

## Tercera etapa
La tercera etapa —también conocida como play-off— enfrenta a los ganadores de cada liguilla en partidos de ida y vuelta. Tras los mismos, el equipo que sume la mayor cantidad de puntos, será coronado como campeón de la temporada. En caso empaten en puntos tras los dos partidos, se jugará un tercer encuentro en la sede elegida por el equipo con mayor puntaje acumulado.
La definición del título se jugó contra el club Real Garcilaso en partidos de ida y vuelta. Cristal fue el vencedor de ambos encuentros, consagrándose así campeón peruano por decimosexta ocasión, en ambos partidos Sporting Cristal logra ganar por 1-0 con goles de Junior Ross. En total Sporting Cristal jugó 46 encuentros de los cuales ganó 27, empató 11 y perdió 8.
| 2 de diciembre de 2012, 13:00 | Real Garcilaso | 0:1 (0:1) | Sporting Cristal | Estadio Inca Garcilaso de la Vega, Cuzco                       |                                                                |
|                               |                | Reporte   | Ross 33'         | Asistencia: 29.139 espectadores Árbitro(s): Víctor Hugo Rivera | Asistencia: 29.139 espectadores Árbitro(s): Víctor Hugo Rivera |

| 1          | POR        | Diego Carranza  |     |
| 2          | DEF        | Jhoel Herrera   | 46' |
| 3          | DEF        | Jaime Huerta    |     |
| 6          | DEF        | Fernando Alloco |     |
| 27         | DEF        | Iván Santillán  |     |
| 20         | MED        | Eduardo Uribe   |     |
| 7          | MED        | Carlos Flores   | 70' |
| 24         | MED        | Edson Uribe     | 84' |
| 10         | MED        | Fabio Ramos     |     |
| 11         | DEL        | Ramón Rodríguez |     |
| 21         | DEL        | Andy Pando      |     |
| Entrenador | Entrenador | Fredy García    |     |

| 1          | POR        | Erick Delgado    |     |
| 15         | DEF        | Nicolás Ayr      |     |
| 6          | DEF        | Marcos Delgado   |     |
| 4          | DEF        | Walter Vílchez   |     |
| 17         | MED        | Luis Advíncula   |     |
| 23         | MED        | Jorge Cazulo     |     |
| 27         | MED        | Carlos Lobatón   | 87' |
| 14         | MED        | Yoshimar Yotún   | 44' |
| 11         | DEL        | Irven Ávila      |     |
| 9          | DEL        | Hernán Rengifo   | 75' |
| 24         | DEL        | Junior Ross      |     |
| Entrenador | Entrenador | Roberto Mosquera |     |

| 14 | DEF | José Granda       | 46' |
| 17 | MED | Ricardo Uribe     | 70' |
| 8  | DEF | Christian Vildoso | 84' |

| 18 | DEF | Jesús Álvarez      | 44' |
| 8  | MED | Juan Carlos Mariño | 75' |
| 5  | MED | Óscar Vílchez      | 87' |

| Anotado | 33' | Junior Ross | 0-1 |

| Amonestado | 22' | Iván Santillán  |
| Amonestado | 25' | Fernando Alloco |
| Amonestado | 25' | Eduardo Uribe   |
| Amonestado | 25' | Fabio Ramos     |
| Amonestado | 84' | Edson Uribe     |

| Amonestado | 41' | Jorge Cazulo       |
| Amonestado | 42' | Erick Delgado      |
| Amonestado | 67' | Carlos Lobatón     |
| Amonestado | 69' | Nicolás Ayr        |
| Amonestado | 72' | Luis Advíncula     |
| Amonestado | 90' | Juan Carlos Mariño |

| Árbitro             | Víctor Hugo Rivera |
| Árbitros asistentes | Jorge Yupanqui     |
| Árbitros asistentes | Víctor Ráez        |
| Cuarto árbitro      | Henry Gambetta     |

| 1          | POR        | Diego Carranza  |     |
| 2          | DEF        | Jhoel Herrera   | 46' |
| 3          | DEF        | Jaime Huerta    |     |
| 6          | DEF        | Fernando Alloco |     |
| 27         | DEF        | Iván Santillán  |     |
| 20         | MED        | Eduardo Uribe   |     |
| 7          | MED        | Carlos Flores   | 70' |
| 24         | MED        | Edson Uribe     | 84' |
| 10         | MED        | Fabio Ramos     |     |
| 11         | DEL        | Ramón Rodríguez |     |
| 21         | DEL        | Andy Pando      |     |
| Entrenador | Entrenador | Fredy García    |     |

| 1          | POR        | Erick Delgado    |     |
| 15         | DEF        | Nicolás Ayr      |     |
| 6          | DEF        | Marcos Delgado   |     |
| 4          | DEF        | Walter Vílchez   |     |
| 17         | MED        | Luis Advíncula   |     |
| 23         | MED        | Jorge Cazulo     |     |
| 27         | MED        | Carlos Lobatón   | 87' |
| 14         | MED        | Yoshimar Yotún   | 44' |
| 11         | DEL        | Irven Ávila      |     |
| 9          | DEL        | Hernán Rengifo   | 75' |
| 24         | DEL        | Junior Ross      |     |
| Entrenador | Entrenador | Roberto Mosquera |     |

| 14 | DEF | José Granda       | 46' |
| 17 | MED | Ricardo Uribe     | 70' |
| 8  | DEF | Christian Vildoso | 84' |

| 18 | DEF | Jesús Álvarez      | 44' |
| 8  | MED | Juan Carlos Mariño | 75' |
| 5  | MED | Óscar Vílchez      | 87' |

| Anotado | 33' | Junior Ross | 0-1 |

| Amonestado | 22' | Iván Santillán  |
| Amonestado | 25' | Fernando Alloco |
| Amonestado | 25' | Eduardo Uribe   |
| Amonestado | 25' | Fabio Ramos     |
| Amonestado | 84' | Edson Uribe     |

| Amonestado | 41' | Jorge Cazulo       |
| Amonestado | 42' | Erick Delgado      |
| Amonestado | 67' | Carlos Lobatón     |
| Amonestado | 69' | Nicolás Ayr        |
| Amonestado | 72' | Luis Advíncula     |
| Amonestado | 90' | Juan Carlos Mariño |

| Árbitro             | Víctor Hugo Rivera |
| Árbitros asistentes | Jorge Yupanqui     |
| Árbitros asistentes | Víctor Ráez        |
| Cuarto árbitro      | Henry Gambetta     |

| 9 de diciembre de 2012, 15:00 | Sporting Cristal | 1:0 (1:0) | Real Garcilaso | Estadio Nacional, Lima                                           |                                                                  |
|                               | Ross 23'         | Reporte   |                | Asistencia: 38.660 espectadores Árbitro(s): Víctor Hugo Carrillo | Asistencia: 38.660 espectadores Árbitro(s): Víctor Hugo Carrillo |

| 1          | POR        | Erick Delgado      |     |
| 17         | DEF        | Luis Advíncula     |     |
| 15         | DEF        | Nicolás Ayr        |     |
| 18         | DEF        | Jesús Álvarez      |     |
| 4          | DEF        | Walter Vílchez     |     |
| 23         | MED        | Jorge Cazulo       |     |
| 27         | MED        | Carlos Lobatón     | 71' |
| 8          | MED        | Juan Carlos Mariño |     |
| 7          | DEL        | Renzo Sheput       | 58' |
| 11         | DEL        | Irven Ávila        |     |
| 24         | DEL        | Junior Ross        | 78' |
| Entrenador | Entrenador | Roberto Mosquera   |     |

| 28         | POR        | Juan Goyoneche  |     |
| 14         | DEF        | José Granda     | 82' |
| 3          | DEF        | Jaime Huerta    |     |
| 6          | DEF        | Fernando Alloco |     |
| 27         | DEF        | Iván Santillán  |     |
| 20         | MED        | Eduardo Uribe   |     |
| 4          | MED        | Emiliano Ciucci |     |
| 7          | MED        | Carlos Flores   | 72' |
| 24         | MED        | Edson Uribe     |     |
| 10         | MED        | Fabio Ramos     |     |
| 11         | DEL        | Ramón Rodríguez |     |
| Entrenador | Entrenador | Fredy García    |     |

| 5 | MED | Óscar Vílchez  | 58' |
| 9 | DEL | Hernán Rengifo | 71' |
| 6 | DEF | Marcos Delgado | 78' |

| 17 | MED | Ricardo Uribe | 72' |
| 23 | DEL | Víctor Rossel | 82' |

| Anotado | 23' | Junior Ross | 1-0 |

| Amonestado | 31' | Juan Carlos Mariño |
| Amonestado | 41' | Luis Advíncula     |
| Amonestado | 47' | Jorge Cazulo       |
| Expulsado  | 88' | Hernán Rengifo     |

| Amonestado | 8'    | Iván Santillán |
| Amonestado | 25'   | Fabio Ramos    |
| Amonestado | 30'   | Carlos Flores  |
| Amonestado | 87'   | Eduardo Uribe  |
| Expulsado  | 90+1' | Jaime Huerta   |

| Árbitro             | Víctor Hugo Carrillo |
| Árbitros asistentes | Jonny Bossio         |
| Árbitros asistentes | Braulio Cornejo      |
| Cuarto árbitro      | Georges Buckley      |

| 1          | POR        | Erick Delgado      |     |
| 17         | DEF        | Luis Advíncula     |     |
| 15         | DEF        | Nicolás Ayr        |     |
| 18         | DEF        | Jesús Álvarez      |     |
| 4          | DEF        | Walter Vílchez     |     |
| 23         | MED        | Jorge Cazulo       |     |
| 27         | MED        | Carlos Lobatón     | 71' |
| 8          | MED        | Juan Carlos Mariño |     |
| 7          | DEL        | Renzo Sheput       | 58' |
| 11         | DEL        | Irven Ávila        |     |
| 24         | DEL        | Junior Ross        | 78' |
| Entrenador | Entrenador | Roberto Mosquera   |     |

| 28         | POR        | Juan Goyoneche  |     |
| 14         | DEF        | José Granda     | 82' |
| 3          | DEF        | Jaime Huerta    |     |
| 6          | DEF        | Fernando Alloco |     |
| 27         | DEF        | Iván Santillán  |     |
| 20         | MED        | Eduardo Uribe   |     |
| 4          | MED        | Emiliano Ciucci |     |
| 7          | MED        | Carlos Flores   | 72' |
| 24         | MED        | Edson Uribe     |     |
| 10         | MED        | Fabio Ramos     |     |
| 11         | DEL        | Ramón Rodríguez |     |
| Entrenador | Entrenador | Fredy García    |     |

| 5 | MED | Óscar Vílchez  | 58' |
| 9 | DEL | Hernán Rengifo | 71' |
| 6 | DEF | Marcos Delgado | 78' |

| 17 | MED | Ricardo Uribe | 72' |
| 23 | DEL | Víctor Rossel | 82' |

| Anotado | 23' | Junior Ross | 1-0 |

| Amonestado | 31' | Juan Carlos Mariño |
| Amonestado | 41' | Luis Advíncula     |
| Amonestado | 47' | Jorge Cazulo       |
| Expulsado  | 88' | Hernán Rengifo     |

| Amonestado | 8'    | Iván Santillán |
| Amonestado | 25'   | Fabio Ramos    |
| Amonestado | 30'   | Carlos Flores  |
| Amonestado | 87'   | Eduardo Uribe  |
| Expulsado  | 90+1' | Jaime Huerta   |

| Árbitro             | Víctor Hugo Carrillo |
| Árbitros asistentes | Jonny Bossio         |
| Árbitros asistentes | Braulio Cornejo      |
| Cuarto árbitro      | Georges Buckley      |

|                              |
| Campeón Nacional             |
| Sporting Cristal 16.º título |

## Tabla acumulada
Muestra los puntos que obtienen los equipos a lo largo de toda la temporada. Sirve para definir la clasificación a los torneos internacionales y la pérdida de categoría.
Tras finalizar primero en la primera etapa, Sporting Cristal clasificó a la primera fase de la Copa Libertadores 2013 como Perú 3 (siempre y cuando termine entre las posiciones 1.º y 8.º de la tabla acumulada). La acompañarán los otros dos equipos que terminen como líderes de sus liguillas en la segunda etapa, quienes clasificarán a la fase de grupos como Perú 1 y Perú 2  (campeón y subcampeón nacional respectivamente). De darse el caso que Cristal gane su liguilla, el cupo Perú 3 pasará al mejor clasificado en la tabla acumulada. Los cuatro equipos subsiguientes accederán a la Copa Sudamericana. Finalmente, los dos equipos con menor puntaje descenderán a Segunda División.
|  |    | Equipo                    | PJ | PG | PE | PP | GF | GC | DG  | PTS |
|  | -- | ------------------------- | -- | -- | -- | -- | -- | -- | --- | --- |
|  | 1  | Sporting Cristal          | 44 | 25 | 11 | 8  | 93 | 44 | +49 | 86  |
|  | 2  | Real Garcilaso            | 44 | 24 | 10 | 10 | 63 | 35 | +28 | 82  |
|  | 3  | Universidad César Vallejo | 44 | 21 | 11 | 12 | 57 | 44 | +13 | 74  |
|  | 4  | Juan Aurich               | 44 | 20 | 9  | 15 | 56 | 54 | +2  | 71  |
|  | 5  | FBC Melgar                | 44 | 18 | 12 | 14 | 56 | 44 | +12 | 66  |
|  | 6  | Sport Huancayo            | 44 | 18 | 9  | 17 | 52 | 51 | +1  | 63  |
|  | 7  | Inti Gas                  | 44 | 17 | 11 | 16 | 43 | 45 | -2  | 62  |
|  | 8  | Universidad San Martín    | 44 | 16 | 12 | 16 | 49 | 52 | -3  | 61  |
|  | 9  | José Gálvez               | 44 | 17 | 10 | 17 | 48 | 54 | -6  | 61  |
|  | 10 | Cienciano                 | 44 | 16 | 9  | 19 | 58 | 59 | -1  | 57  |
|  | 11 | Universitario(2)          | 44 | 15 | 13 | 16 | 52 | 58 | -6  | 57  |
|  | 12 | Unión Comercio            | 44 | 16 | 9  | 19 | 51 | 61 | -10 | 57  |
|  | 13 | León de Huánuco           | 44 | 13 | 15 | 16 | 54 | 47 | +7  | 54  |
|  | 14 | Alianza Lima(1)           | 44 | 14 | 15 | 15 | 50 | 51 | -1  | 53  |
|  | 15 | Sport Boys(4)             | 44 | 6  | 16 | 22 | 36 | 70 | -34 | 32  |
|  | 16 | Cobresol(3)               | 44 | 6  | 8  | 30 | 33 | 82 | -49 | 22  |